# Okehampton
Okehampton este un oraș în comitatul Devon, regiunea South East, Anglia. Orașul se află în districtul West Devon.